# Presidente (пиво)
Presidente — торгова марка пива пільзнер, що належить і виробляється Cervecería Nacional Dominicana (CND) на кількох пивоварнях у Домініканській Республіці. Окрім внутрішнього споживання в Домініканській Республіці, Presidente експортується в США, Панаму, Гондурас, Іспанію, Німеччину, Швейцарію, Італію, Андорру, Арубу, Кубу, Кюрасао, Антигуа, Беліз, Мартиніку, Гваделупу, Теркс та Кайкос, Багамські острови, Сент-Мартен, Віргінські острови та Пуерто-Рико. Різновиди включають Presidente (5,0 % ABV) та Presidente Light (4,3 ABV).

## Історія
У 1929 році промисловець США Чарльз Ванцер разом з іншими партнерами по бізнесу заснував пивоварню і в 1935 році почав варити знакове домініканське пиво, що було названо на честь тодішнього президента Домініканської Республіки Рафаеля Леонідаса Трухільйо. Спочатку Presidente випускали як темне пиво і мав обмежений успіх, проте в 1960-х Presidente почали випускати пільзнера, який визнаний сьогодні. У 1986 році пивоварня була придбана домініканською сигаретною компанією Grupo León Jimenes. У 2012 році бразильський підрозділ Anheuser-Busch InBev AmBev погодився придбати контрольний пакет акцій пивоварної компанії Cerveceria Nacional Dominicana (CND) у Домініканській Республіці у Grupo León Jimenes за понад 1,2 мільярда доларів, утворивши найбільшу компанію з виробництва напоїв у Карибському басейні.